# CN Большого Пса
CN Большого Пса (лат. CN Canis Majoris) — одиночная переменная звезда в созвездии Большого Пса на расстоянии (вычисленном из значения параллакса) приблизительно 16675 световых лет (около 5112 парсеков) от Солнца. Видимая звёздная величина звезды — от +14,1m до +13,1m.

## Характеристики
CN Большого Пса — пульсирующая переменная звезда, классическая цефеида (DCEP).